# کریستوفر الری
کریستوفر الری (به انگلیسی: Christopher Ellery) سناتور سابق عضو حزب دموکرات-جمهوری‌خواه بود. وی در سال ۱۸۰۱ تا ۱۸۰۵ میلادی سناتور ایالت رود آیلند در سنای ایالات متحده آمریکا بود.